# Thysanodonta aucklandica
Thysanodonta aucklandica är en snäckart som beskrevs av B.A. Marshall 1988. Thysanodonta aucklandica ingår i släktet Thysanodonta och familjen Calliostomatidae. Inga underarter finns listade i Catalogue of Life.